# (276) Adelheid
(276) Adelheid est un astéroïde de la ceinture principale découvert par Johann Palisa le 17 avril 1888 à Vienne.